# イノセント・ラヴ
『イノセント・ラヴ』は、2008年（平成20年）10月20日から同年12月22日まで、フジテレビ系列で毎週月曜日の21:00 - 21:54（JST、通称月9枠）で放送された、堀北真希主演の連続テレビドラマ（初回のみ15分拡大で放送）。

## 概要
幼い頃に両親を殺害され、兄も殺人容疑で逮捕されてしまう主人公が、次々と困難に見舞われながらも、1人の男性を愛し抜く、現代版シンデレラストーリー。
本作は、2008年4月期に放送され、高視聴率を獲得した『ラスト・フレンズ』の制作陣が中心となって製作されている。

## あらすじ
秋山佳音は、13歳の時に両親が放火によって殺され、兄・耀司が両親殺人容疑で逮捕された事で、孤独の身になってしまう。それから6年後、佳音は兄の無実を信じて、度々面会に訪れては励ます一方、周囲からは犯罪者の妹と扱われて生活に困窮し、遂に兄を置いて生まれ育った町を離れて、横浜に移り住み、ハウス・クリーニングの仕事を始める。そこで、佳音は、ピアニストの青年・長崎殉也と運命的な出会いを果たす。 

## 登場人物

### メインキャスト
- 秋山佳音（あきやま かのん）（20） - 堀北真希 （少女期 - 沢木ルカ）

本作の主人公。1988年8月12日生まれ。少女期に両親が放火によって命を落とし、唯一の肉親だった兄も両親殺害の疑いで少年刑務所へ入れられてしまい、孤独で過酷な道を歩んできた。兄が犯罪者だとして嫌がらせを頻繁に受けたため、横浜へ引っ越し、ハウスクリーニングスタッフとして殉也の家を訪れたことを機に、彼の身近で働くことになる。両親殺人放火事件が起きてから、心的外傷後ストレス障害（PTSD）を抱えている。きれい好きな性格で仕事も清掃関係が多い。
- 長崎殉也（ながさき じゅんや）（28） - 北川悠仁（ゆず）

お人好しで明るく、誰からも好かれる好青年。横浜の豪邸に住んでいる。昔は作曲家だったが、ある事情で一線を外れてからは教会やバーでピアニストをしている。佳音と同様、幼い頃に両親を亡くした過去を持つ。聖花の婚約者で彼女を一途に愛し続け、彼女が植物状態となってからも周囲の反対をよそに3年間、全ての介護をほぼ彼一人で行なってきた。恋愛には極めて疎い。そのため、佳音や美月の気持ちには気づいていなかったが、兄のことで窮地に陥っていく佳音に次第に共感を抱き、聖花の介護を二人で行うまでに心を開いていく。
- 桜井美月（さくらい みづき）（23） - 香椎由宇

幼稚園の先生。殉也の幼馴染。殉也を束縛する聖花や佳音に対して激しい憎しみを抱いている。本人にもその負の感情は抑えきれず、教会で度々懺悔をする程である。5歳の頃から殉也のことを知っているため、佳音や聖花には負けないという自信があった。
- 秋山耀司（あきやま ようじ）（24） - 福士誠治

佳音の兄。両親を殺害した疑いを掛けられ、長野の少年刑務所で服役していた。妹に優しく接する良き兄であるが、部外者には暴力的な一面を見せることもある。佳音の過去を探る池田に激しい敵意を抱いている。第3話で仮釈放が認められ、横浜で鉄工所への就職と同時に佳音と同居するようになる。両親殺人放火事件の真実を知っている唯一の人物だが、その隠蔽のために池田への襲撃（第4話）や山本医院への不法侵入（第5話）など、手段を選ばず、常軌を逸した行動をとる。ある目的を遂げた後、警察に自首し再逮捕され、刑務所に収監される。
- 瀬川昴（せがわ すばる）（28） - 成宮寛貴

ジュエリーデザイナー。殉也の大学時代からの親友で、聖花とはさらにそれ以前からの幼馴染（昴曰く「腐れ縁」）。聖花の様子を見に長崎家を訪れる。同性愛者という秘密を抱えており、殉也に対して、友情以上の感情を寄せている。意識を回復した聖花に異性として好意を抱かれ困惑するが、殉也のためを思い一生聖花の世話をしていくと決意する。
- 遠野聖花（とおの きよか）（28） - 内田有紀

殉也と昴の大学時代の同級生で、殉也の元婚約者。誕生日は1月14日（実は、北川悠仁の誕生日でもある）。好きな花はカサブランカ。長崎家にある部屋の一角で、生命維持装置をつないで眠りについていた（いわゆる植物状態）。医師からは回復不可能と宣告されていたが第6話で遂に意識を取り戻す。かつては明るく自由奔放な性格で、よく殉也や昴をふり回していた。第7話で病床についた真相が明かされたが、実は彼女は昴に対し想いを寄せており、殉也と婚約までしたのは彼の猛アプローチに流されてのことであったという真実が明らかになる。
- 義道神父（53） - 内藤剛志（特別出演）

殉也が行く教会の神父。殉也の両親が亡くなってからは、彼の後見人的な立場となっている。美月の殉也に対する気持ちも理解しており、二人を見守る。
- 池田次郎（43） - 豊原功補

株式会社時潮社の雑誌『週刊時潮』の編集部記者。佳音の両親の殺人事件の真相を追っている。第4話で耀司に襲撃されて負傷、記事のデータも削除されるが、退院後も引き続き佳音に接近する。強引な取材手法で佳音や耀司からは避けられているが、これも彼なりの「真実」への強いこだわりに基づくものである。過去に担当した事件で真相を追究しきれず、取材対象者を自殺に追いやってしまった苦い経験からか、「人は真実に復讐される」としばしば口にする。
- 秋山誠太郎（当時46） - 平田満

耀司と佳音の父親。公務員。2001年12月24日、長野の自宅で殺害される。
- 秋山順子（当時44） - 辻千春

耀司と佳音の母親。誠太郎と同じく、2001年12月24日、長野の自宅で殺害される。

### ゲスト
- 河井由香里 - 須藤理彩

山梨の喫茶店「ふきのとう」の経営者。佳音を店員として働かせていたが、地元の客の新庄から、6年前の殺人事件のことを聞かされ、突然解雇した。なお、佳音はこの解雇を機に、横浜へ出ることになる。
- 新庄 - 松澤一之

「ふきのとう」の客。店員として働いている佳音を一目見て、6年前の殺人事件のことを経営者の由香里に話す。
- 岩田春江 - 宮崎美子

ハウスクリーニング「スマイルクリーン」横浜営業所のスタッフ。仕事先での窃盗の罪を、一緒に働いていた佳音に着せた。
- 美代子 - 筒井真理子

「スマイルクリーン」の所長。佳音の過去を知り、偽名を使って働いていた佳音を首にした。
- 荻野 - 山田親太朗

耀司と同じ長野の少年刑務所に入っていた、受刑者のリーダー格。
- 藤堂恒 - 二階堂智

長野の少年刑務所の刑務官。いつも、佳音と耀司のことを気にかけてくれる理解者。服役中の耀司に対して同情的。
- 吉田 - 白井圭太

長野の少年刑務所の刑務官。
- ルリ子 - 八木優希

義道神父の教会の聖歌隊。殉也に想いを寄せている。
- 勇 - 澁谷武尊

義道神父の教会の聖歌隊。
- 島田智代 - 宮田早苗

佳音の相談を受けた「横浜法律事務所」の弁護士。兄のことで悩む佳音に、冷淡な態度でしか接しない。
- 東野晋 - 中原丈雄

聖花の主治医。聖花の訪問診療のために、定期的に長崎家を訪れている。
- 松下保護司 - 浅野和之

耀司の仮釈放後の就職のあっせんをする。
- 野久保 - 春海四方

「中島自動車工業」の社長。一度は耀司の採用を約束したが、家族の反対でそれを取り消した。
- 宮川店長 - 矢島健一

殉也がピアノを弾きに行くパブレストラン「Bar Primo Piano」の店長。殉也の紹介で、佳音をアルバイト店員として雇い入れる。
- ユキオ - 中村倫也

昴の元パートナー。今はフリーで、久しぶりに再会した昴に連絡先を教えている。「Bar Primo Piano」に、殉也のピアノをたまに聴きに来る。
- 岩崎 - 有福正志

耀司が仮釈放後、就職した「小松鐵工所」の工場長。職場で卓夫と喧嘩をした耀司を厳しく叱りつけた。
- 卓夫 ‐ 浅利陽介

「小松鐵工所」の工員。耀司の過去を知って、面白半分に耀司を挑発するが、逆上した耀司に逆に脅されてしまう。以後は、耀司に逆らえなくなり、池田襲撃事件を起こした耀司を、自分のアパートにかくまった。
- 広田幸恵 ‐ 兎本有紀

佳音が住んでいたアパート「あさひ荘」の大家。トラブルに巻き込まれることを嫌がり、佳音を追い出した。
- 山本医師 ‐ 山本圭

長野の「山本医院」（山本心療内科）の医師。2002年に、PTSDの佳音を診察した。

### スピンオフ出演
- 男性客（第1話～第3話） ‐ 本多力

殉也が「Bar Primo Piano」の店番をしている時に来店した客。マッシュルームカットの髪型が特徴。

## スタッフ
- 脚本：浅野妙子（ドラマ本編）／根津理香（スピンオフドラマ）
- 音楽：菅野祐悟、MAYUKO
- 操演：羽島博幸
- ファイティングコーディネーター：佐々木修平
- スタントコーディネータ：釼持誠
- 刑務監修：坂本敏夫
- 医療台本監修：新村核、芦田洋
- 看護指導：浅野美智子
- ピアノ指導：宮津まり子、荒井佑仁、吉見梨奈
- 協力：NPO被害者加害者対話の会、ヤマハエレクトーンシティ渋谷、HOCA ハウス・オフィスクリーニング協会
- 演出：加藤裕将、松山博昭、遠藤光貴（ドラマ本編）／田中亮、森脇智延（スピンオフドラマ）
- 演出補：森脇智延、田中亮
- プロデュース：中野利幸（ドラマ本編）／戸倉多佳子（スピンオフドラマ）
- プロデュース補：大澤恵、戸倉多佳子
- 制作：フジテレビドラマ制作センター（ドラマ本編／スピンオフドラマ）

## 放送日程
| 各話                                                       | 放送日         | サブタイトル                       | 演出     | 視聴率 |
| ---------------------------------------------------------- | -------------- | ---------------------------------- | -------- | ------ |
| 第1話                                                      | 2008年10月20日 | 残酷な運命と闘う…新しい私の始まり… | 加藤裕将 | 16.9%  |
| 第2話                                                      | 2008年10月27日 | 衝撃の一夜                         | 加藤裕将 | 13.3%  |
| 第3話                                                      | 2008年11月03日 | 引き裂かれた絆                     | 松山博昭 | 13.1%  |
| 第4話                                                      | 2008年11月10日 | 幸せの兆し                         | 松山博昭 | 11.7%  |
| 第5話                                                      | 2008年11月17日 | 救いの手                           | 加藤裕将 | 11.7%  |
| 第6話                                                      | 2008年11月24日 | 深まる絆                           | 遠藤光貴 | 12.6%  |
| 第7話                                                      | 2008年12月01日 | 動き出す                           | 松山博昭 | 13.4%  |
| 第8話                                                      | 2008年12月08日 | 走り出す                           | 加藤裕将 | 12.8%  |
| 第9話                                                      | 2008年12月15日 | 涙の最終                           | 松山博昭 | 14.5%  |
| 最終話                                                     | 2008年12月22日 | 永遠に                             | 加藤裕将 | 15.1%  |
| 平均視聴率13.6% （視聴率は関東地区・ビデオリサーチ社調べ） |                |                                    |          |        |

## 主題歌
- 宇多田ヒカル「Eternally -Drama Mix-」（EMIミュージック・ジャパン）
  - 元々、2001年にリリースされた2ndアルバム『Distance』に収録されていたものを、ロンドンでアレンジした、ニューバージョン。中野プロデューサーは「メロディも歌詞もタイトルもこのドラマのイメージして作ってもらったと思える程にハマッている」と、自身の手掛けた『ラスト・フレンズ』に引き続き、宇多田を主題歌に起用した。宇多田が月9枠の主題歌を担当するのは、『HERO』での「Can You Keep A Secret?」以来2作目である。

## スピンオフドラマ『イノセント・ラフ』
フジテレビ On Demandから配信されているショートドラマ。殉也がアルバイトでピアノ弾きをしているバーでの出来事を軽いタッチで描く。新エピソードは本放送直後から1週間は無料配信、以後は有料でバックナンバーを購入する形で視聴できる。なお、第11話は配信されず、特典としてDVDに収録される。
| 各話 | 配信日         | タイトル         |
| ---- | -------------- | ---------------- |
| #1   | 2008年10月20日 | マッシュルーム編 |
| #2   | 2008年10月27日 | マッシュルーム編 |
| #3   | 2008年11月3日  | マッシュルーム編 |
| #4   | 2008年11月10日 | 佳音...!?編      |
| #5   | 2008年11月17日 | 佳音...!?編      |
| #6   | 2008年11月24日 | 佳音...!?編      |
| #7   | 2008年12月1日  | ビン 抜け編      |
| #8   | 2008年12月8日  | ビン 抜け編      |
| #9   | 2008年12月15日 |                  |
| #10  | 2008年12月22日 |                  |
| #11  | DVD特典        |                  |

## タイトルバック
『ラスト・フレンズ』と同様に登場人物たちが抱える悩みや問題を、タイトルバックに記している。
- 佳音 - Destiny 運命
- 殉也 - Memory 記憶
- 聖花 - Betrayal 裏切り
- 美月 - Jealousy 嫉妬
- 昴 - Denial 否定
- 耀司 - Sacrifice 犠牲
- 池田 - Disclosure 暴露

の文字がタイトルバックで流されている（第1話と第10話≪最終回≫）。
そのほか、教会で殉也を待ち続ける佳音、昴や美月の前を通り過ごして佳音のもとへ行く殉也、落下する結婚指輪とともに目を覚ます聖花、自分の前から走り去っていく殉也を寂しげに見つめる昴、聖母像の前でロウソクを消す美月などストーリーを暗示しているシーンがある。

## 関連書籍
- イノセント・ラヴ（小説）（脚本・浅野妙子　ノベライズ・百瀬しのぶ）

ドラマ脚本を基にノベライズされた単行本。扶桑社より2008年12月23日発売。ISBN 9784594058425
- コミックイノセント・ラヴ（漫画・鳴海涼）

講談社KCデラックスより2008年12月16日発売。ISBN 9784063756456
雑誌『TOKYO1週間』『KANSAI1週間』（講談社）に連載されたコミック。終盤は単行本書き下ろし。昴がメガネをかけたキャラクターとして描かれていたり、聖花が意識を回復することなくストーリー後半で死亡するなど、ドラマとは展開の異なるオリジナルストーリーとして描かれている。
- 君が笑ってくれるなら～もうひとつの「イノセント・ラヴ」～（作・前川奈緒）

幻冬舎より2008年11月20日発売。ISBN 4344015940
ドラマのプレストーリーにあたる小説。大学時代の殉也、昴、聖花の関係を軸に、殉也の生い立ちや殉也が聖花の介護をするようになった経緯等が描かれている。
- 北川悠仁 in 「イノセント・ラヴ」

講談社より2008年11月15日発売。ISBN 9784063527537
- 堀北真希 in 「イノセント・ラヴ」

講談社より2008年11月15日発売。ISBN 9784063527520
撮影現場での貴重な写真などが見られるフォトブック。

## サウンドトラック
- 「イノセント・ラヴ」オリジナル・サウンドトラック（EMIミュージック・ジャパン）

2008年12月3日発売。

## DVD-BOX
- 「イノセント・ラヴ」DVD-BOX（ポニーキャニオン）

2009年4月15日発売。

## その他
- 脚本の浅野妙子が同枠を手掛けるのは、2000年1月期放送の『二千年の恋』以来、約8年ぶり。また、単独脚本作品では、1999年7月期放送の『パーフェクトラブ!』以来となる。
- 宣伝素材や公式ホームページでは、共に上半身が裸で、赤い紐で両手首を巻かれた堀北と、それに繋がれているように、同じく赤い紐を首に巻かれた北川のツーショットが、番組のイメージ写真として用いられている。ちなみに、『ラスト・フレンズ』のタイトルバックでも、赤い紐は用いられている。さらに、北川とゆずの相方・岩沢厚治が、ゆず色の紐を首に巻かれた『イノセント・ユズ』という、パロディも存在する。
- ドラマ内でのキーとなる小道具としてミニチュアのピアノ形オルゴールが登場するが、2008年9月29日放送の『SMAP×SMAP』内の「BISTRO SMAP」（ビストロスマップ）に堀北と北川がゲスト出演した際には、賛美歌の「いつくしみ深き」をこのオルゴールで流し、「このメロディーがドラマのキーとなるメロディーです」と紹介した。なお、このオルゴールは「OKAERIピアノオルゴール」として「フジテレビウェブショップ」で販売されている。
- 福士誠治は、浅野脚本の2006年度前期放送のNHK連続テレビ小説『純情きらり』にも出演。ヒロインの宮﨑あおいの相手役を演じたことで、人気と知名度が上がった。
- 山口県の山口放送では、12月から前作の『太陽と海の教室』ではなく、本作を先に放送された。
- 『ラスト・フレンズ』、『太陽と海の教室』同様、番組公式サイトの他に特殊な操作をしなければ見ることが出来ない裏サイトが設置されている。